# Eccles (Wielki Manchester)
Eccles – miasto w Anglii, w hrabstwie ceremonialnym Wielki Manchester, w dystrykcie metropolitalnym Salford. Leży 8 km na zachód od centrum Manchesteru. W 2001 miasto liczyło 36 610 mieszkańców. W mieście funkcjonuje transport tramwajowy.